# Uroxys vincentiae
Uroxys vincentiae är en skalbaggsart som beskrevs av Gilbert John Arrow 1903. Uroxys vincentiae ingår i släktet Uroxys och familjen bladhorningar. Inga underarter finns listade i Catalogue of Life.